# Андрис Берзињш
Андрис Берзињш (лет. Andris Bērziņš; Нитауре, 10. децембар 1944) је бивши председник Летоније од 2011 до 2015. Године 1971, дипломирао је на Политехничком институту у Риги и након тога био запослен као радио-инжењер у фабрици „Електрон“. Године 1990, био је избран за посланика у Врховном совјету Летонске ССР; гласао је за независност Летоније. Био је председник „Унибанке“ од 1993. до 2004. године.